# Karl August Böttiger
Karl August Böttiger (8 juin 1760 Reichenbach – 17 novembre 1835, Dresde) est un  archéologue, pédagogue, philologue et écrivain de la langue allemande.

## Biographie

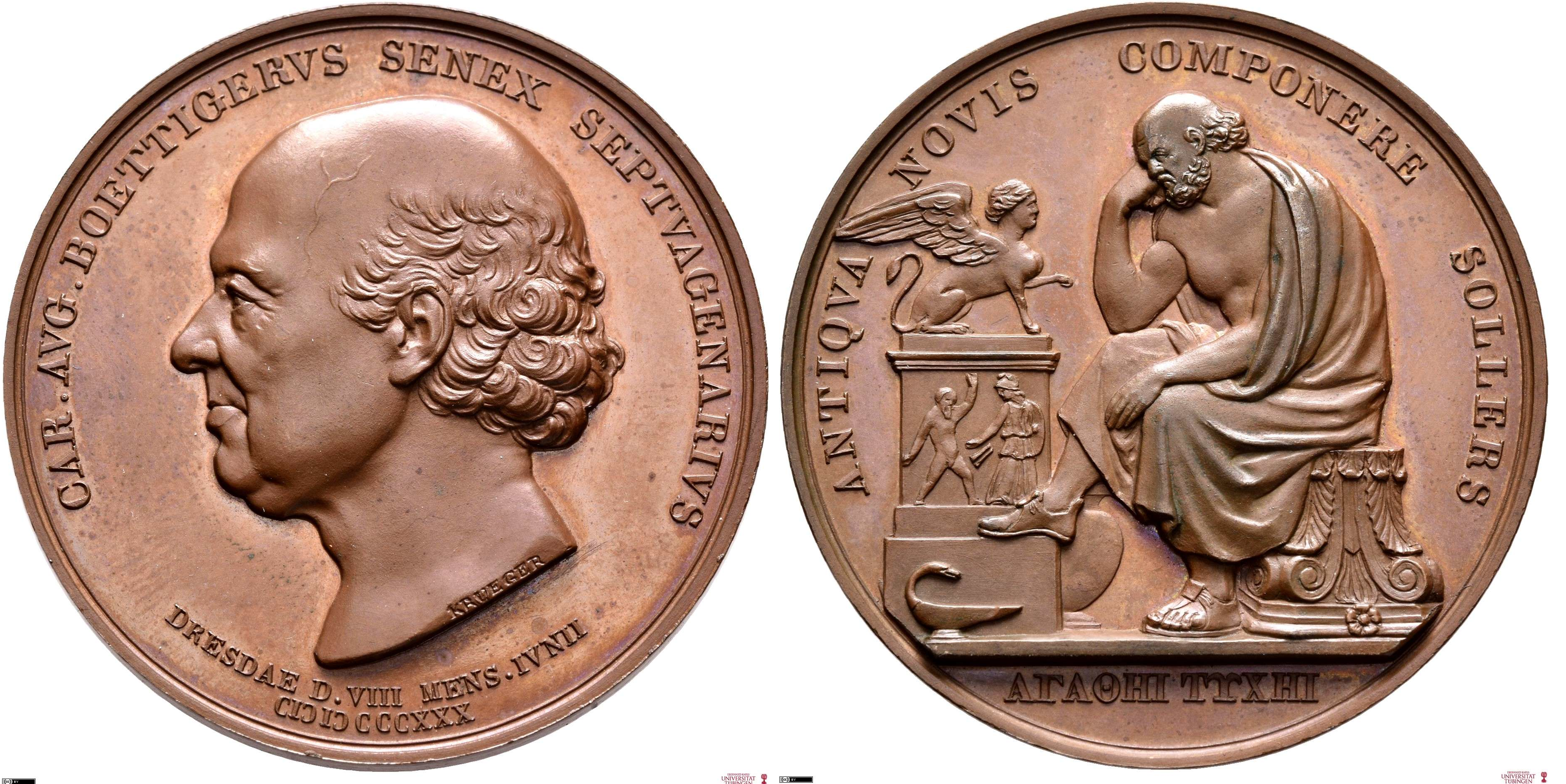
Médaille Karl August Böttiger 1830

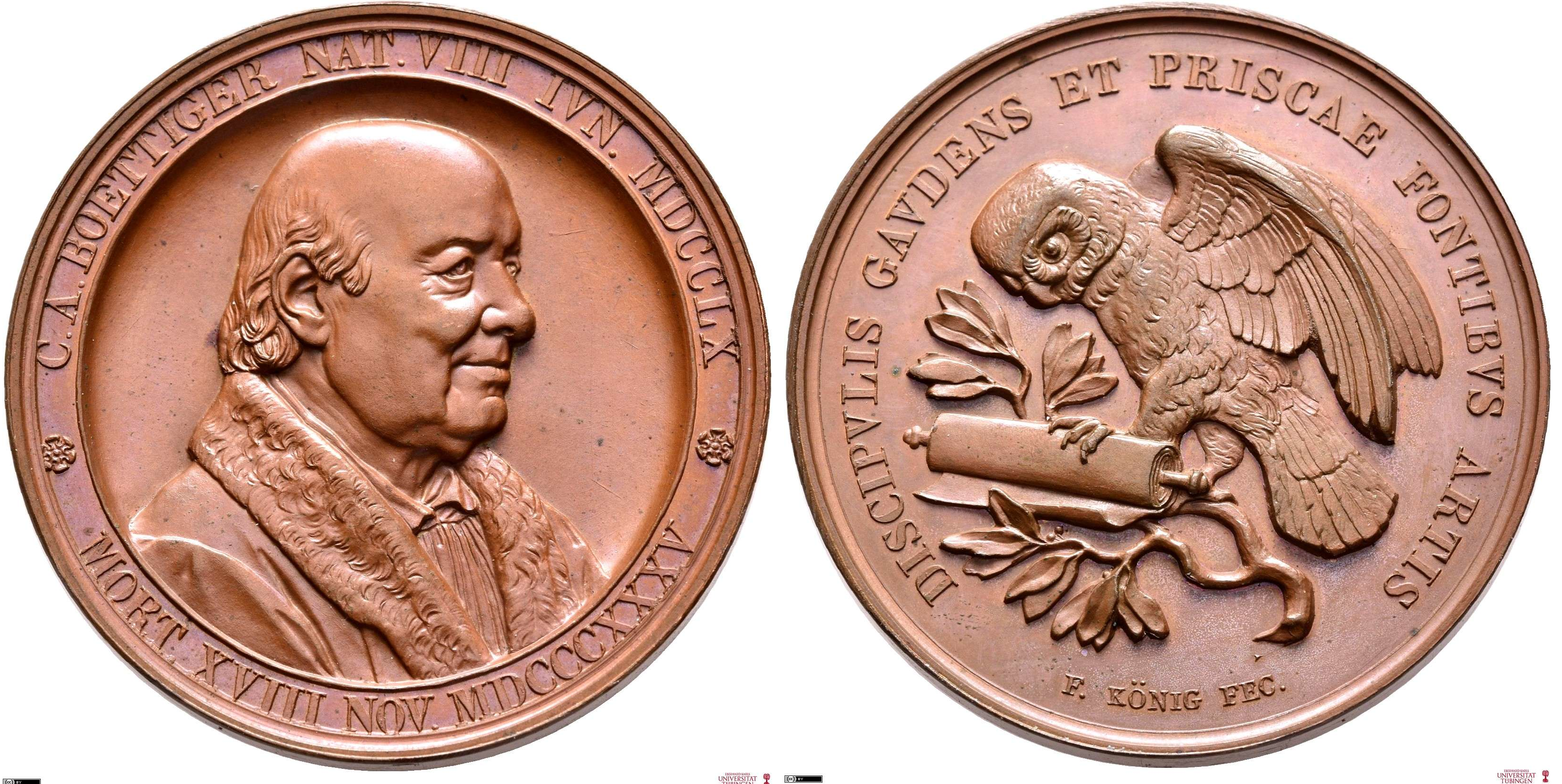
Médaille Karl August Böttiger 1835

Recteur à Guben (1784), puis à Bautzen (1790), il devient directeur du gymnase de Weimar de 1791 à 1804. Conseiller de cour et directeur des études de la maison des pages à Dresde (1804), il est nommé directeur de l'école militaire et inspecteur des musées d'antiques (1814). Associé de l'Institut de France (1832), membre de l'Académie des inscriptions et belles-lettres, il entretenait une correspondance importante avec Aubin-Louis Millin, et fréquentait l'ambassadeur de France au royaume de Saxe, Jean-François de Bourgoing. Il y a deux médailles pour Böttiger.

## Œuvres
Il publia de nombreuses études dans des recueils périodiques comme le Journal du luxe et de la mode (1797-1809) sous le pseudonyme de Bertuch et travailla au Nouveau Mercure allemand et à la Gazette universelle de Posselt (1796-1806).
On lui doit : 
- Cahiers archéologiques (avec H. Meyer)
- Musée archéologiques (avec H. Meyer)
- Journal des notices artistiques
- Amalthée ou l'archéologie de l'art (1821-1828)
- Sabine ou la matinée d'une dame romaine à sa toilette, à la fin du Ier siècle de l'ère chrétienne (1803)
- Les Noces Aldobrandines (1810)
- Idée sur larchéologie de la peinture (1811)
- Leçons sur la galerie des Antiques de Dresde (1814)
- Cours et Mémoires d'archéologie (1817)
- Éclaircissements cosmographiques sur le monde ancien (1818)
- Idées sur la mythologie de l'art (1826-1836)